# L'Homme de l'ambassade
Pour plus de détails, voir Fiche technique et Distribution.
L'Homme de l'ambassade (en allemand : Der Mann von der Botschaft) est un film allemand réalisé par Dito Tsintsadze et sorti en 2006.

## Synopsis
Herbert Neumann (Burghart Klaußner) est un fonctionnaire à l'ambassade allemand de Tbilissi. Il ne parle pas géorgien et de ce fait se trouve socialement isolé.. Même sa liaison avec sa collègue Nana (Marika Giogobiani) ne lui remonte pas le moral.
Tout change lorsqu"il rencontre au marché la jeune réfugiée Sachka, 12 ans. Herbert décide de prendre soin de la jeune fille et de l'aider. Malgré la barrière de la langue entre les deux, une affection se développe, devenant finalement une relation père-fille dans laquelle Herbert ressent un lien émotionnel avec un être humain pour la première fois depuis longtemps. Mais cette amitié suscite des soupçons tant chez les locaux que chez leurs collègues diplomates,... 

## Fiche technique
- Titre : L'Homme de l'ambassade
- Titre original : Der Mann von der Botschaft
- Réalisation : Dito Tsintsadze
- Scénario : Dito Tsintsadze et Zaza Rusadze
- Costumes : Keti Palavandishvili
- Décors : Vaja Jalagania
- Photographie : Benedict Neuenfels
- Montage : Katja Dringenberg
- Son : Matthias Haeb
- Sociétés de production : Sanguko Films - Tatfilm
- Pays de production :  Allemagne
- Genre : Drame
- Durée : 100 minutes
- Dates de sortie : 
  - Suisse : août 2006 (Festival de Locarno)
  - Allemagne : 29 novembre 2007[3]

## Distribution
- Burghart Klaussner : Herbert Neumann
- Lika Martinova : Sachka
- Marika Giorgobiani : Nana
- Irm Hermann : Mme Speck
- Roland Schäfer : ambassadeur

## Distinctions

### Récompenses
- Léopard de la meilleure interprétation masculine pour Burghart Klaussner au Festival international du film de Locarno 2006[4]

### Sélections
- Festival La Rochelle Cinéma 2006 (« Découverte Dito Tsintsadze »)[5]
- Festival international du film de Mar del Plata 2007
- Festival de film Turquie-Allemagne de Nuremberg 2007